# Liste der Flughäfen im Südsudan
Diese Liste der Flughäfen im Südsudan führt die beiden internationalen Flughäfen und die regionalen Flughäfen im Südsudan auf.

## Internationale Flughäfen
| Flughafen         | Stadt   | ICAO-Code | IATA-Code | Koordinate                    |
| ----------------- | ------- | --------- | --------- | ----------------------------- |
| Flughafen Juba    | Juba    | HSSJ      | JUB       | 04° 52′ 19″ N, 031° 36′ 04″ O |
| Flughafen Malakal | Malakal | HSSM      | MAK       | 09° 33′ 32″ N, 031° 39′ 08″ O |

## Regionale Flughäfen
| Nächstgelegene Stadt | Bundesstaat             | ICAO-Code | IATA-Code | Name               |
| -------------------- | ----------------------- | --------- | --------- | ------------------ |
| Akobo                | Jonglei                 | HSAK      |           | Akobo Airport      |
| Aweil (Uwayl)        | Northern Bahr el Ghazal | HSAW      |           | Aweil Airport      |
| Bentiu               | Unity                   | HSBT      |           | Bentiu Airport     |
| Bor                  | Jonglei                 | HSBR      |           | Bor Airport        |
| Duar                 | Unity                   |           |           | Thar Jath Airstrip |
| Gogrial (Qaqriyal)   | Warrap                  | HSGO      |           | Gogrial Airport    |
| Kago Kaju            | Central Equatoria       | HSKJ      |           | Kago Kaju Airport  |
| Kapoeta              | Eastern Equatoria       | HSKP      |           | Kapoeta Airport    |
| Maridi               | Western Equatoria       | HSMD      |           | Maridi Airport     |
| Nimule               | Eastern Equatoria       | HSNM      |           | Nimule Airport     |
| Pochalla             | Jonglei                 | HSPA      |           | Pochalla Airport   |
| Pibor                | Jonglei                 | HSPI      |           | Pibor Airport      |
| Raga                 | Western Bahr el Ghazal  | HSRJ      |           | Raga Airport       |
| Renk                 | Upper Nile              | HSRN      |           | Renk Airport       |
| Rumbek               | Lakes                   | HSMK      | RBX       | Rumbek Airport     |
| Tonj (Tong)          | Warrap                  | HSTO      |           | Tonj Airport       |
| Torit                | Eastern Equatoria       | HSTR      |           | Torit Airport      |
| Tumbura              | Western Equatoria       | HSTU      |           | Tumbura Airport    |
| Wau                  | Western Bahr el Ghazal  | HSWW      | WUU       | Flughafen Wau      |
| Yambio               | Western Equatoria       | HSYA      |           | Yambio Airport     |
| Yei                  | Central Equatoria       | HSYE      |           | Yei Airport        |
| Yirol                | Lakes                   | HSYL      |           | Flugplatz Yirol    |